# Korownica aksamitna

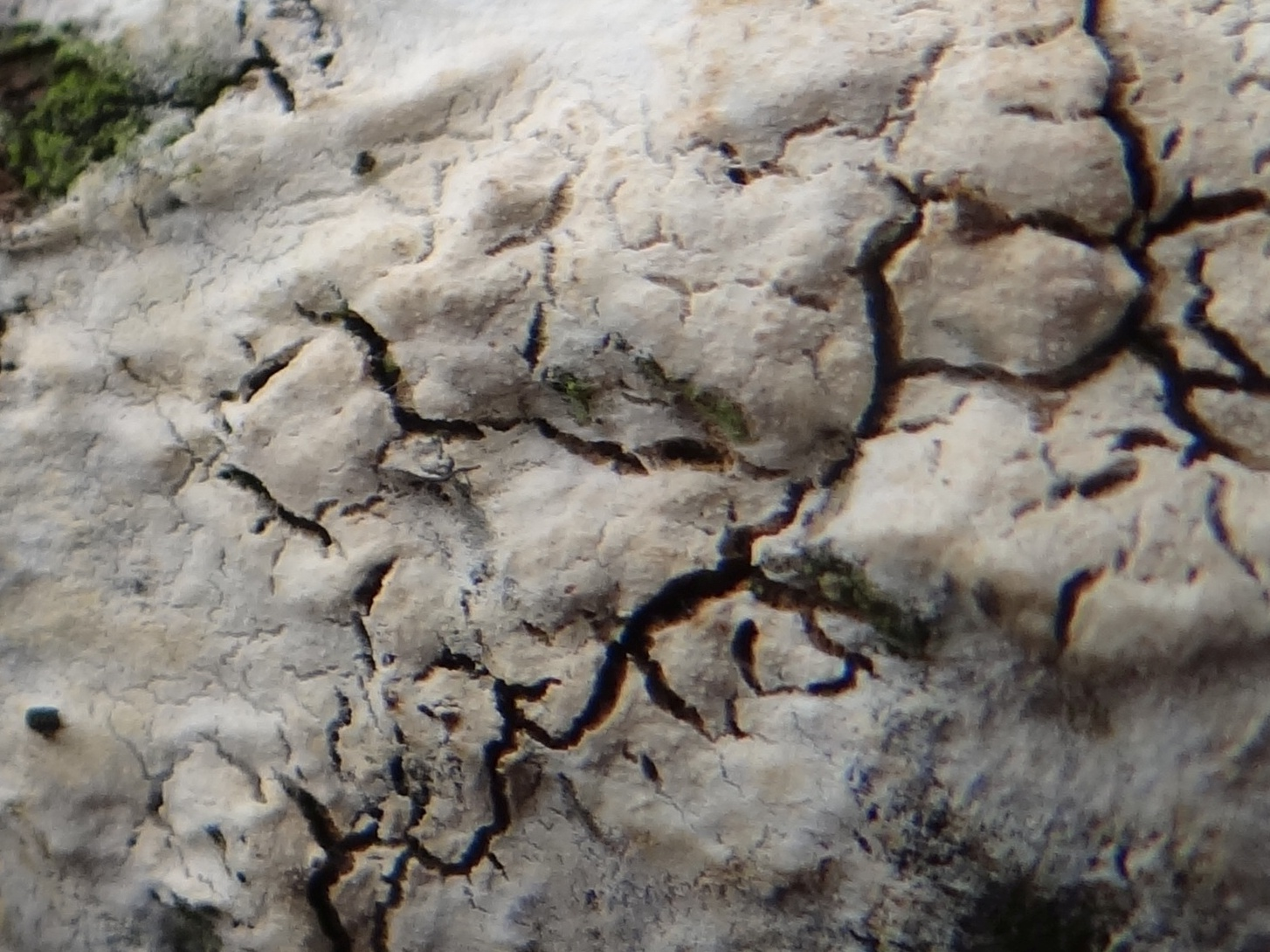

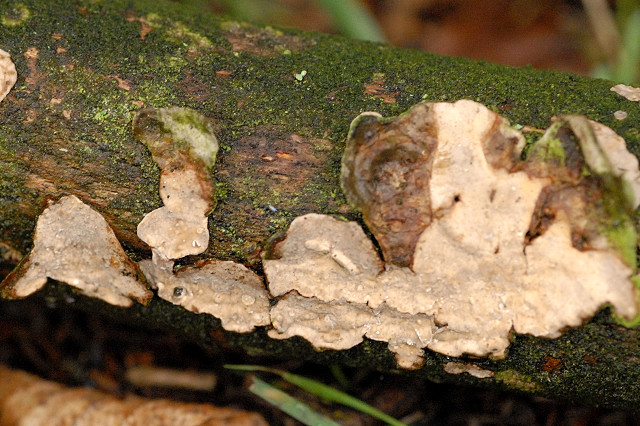

Korownica aksamitna Phanerochaete velutina (DC.) P. Karst. – gatunek grzybów należący do rodziny korownicowatych (Phanerochaetaceae).

## Systematyka i nazewnictwo
Pozycja w klasyfikacji według Index Fungorum: Phanerochaete, Phanerochaetaceae, Polyporales, Incertae sedis, Agaricomycetes, Agaricomycotina, Basidiomycota, Fungi.
Po raz pierwszy takson ten zdiagnozował w 1815 r. Augustin Pyramus de Candolle nadając mu nazwę Thelephora velutina. Obecną, uznaną przez Index Fungorum nazwę nadał mu w 1898 r. P.Karsten, przenosząc go do rodzaju Phanerochaete.
Synonimy:

- Athelia velutina (DC.) Pers. 1822
- Corticium velutinum (DC.) Fr. 1838
- Grandiniella velutina (DC.) Burds. 1977
- Hymenochaete velutina (DC.) Lév. 1846
- Hypochnus velutinus (DC.) Wallr. 1833
- Kneiffia velutina (DC.) Bres. 1903
- Kneiffia velutina (DC.) Bres. 1903 var. velutina
- Membranicium velutina (DC.) J. Erikss. ex Y. Hayashi 1974
- Peniophora scotica Massee 1889
- Peniophora velutina (DC.) Cooke, 1879
- Peniophora velutina (DC.) Cooke 1879 subsp. velutina
- Peniophora velutina (DC.) Cooke 1879 var. velutina
- Phanerochaete velutina (DC.) P. Karst. 1898 f. velutina
- Phanerochaete velutina (DC.) P. Karst. 1968 var. velutina
- Thelephora velutina DC. 1815[2].

Nazwę polską zaproponował Władysław Wojewoda w 2003 r.

## Morfologia
Bazydiokarp
Rozpostarty, ściśle przylegający do podłoża, błoniasty lub niemal skorupiasty, ciągły, lub w postaci rozproszonych poletek. Ma grubość 0,1–0,5 mm i czasami osiąga długość do kilkudziesięciu cm. Powierzchnia gładka, równa i znacznie zróżnicowana pod względem barwy. Początkowo przez około 6 tygodni jest biała, potem kremowa, różowa, pomarańczowoczerwona, a nawet czerwona. Obrzeże o barwie od białej do pomarańczowoczerwonej, watowate i strzępiaste. Czasami ze sznurami grzybniowymi.
Cechy mikroskopowe
System strzępkowy monomityczny. Strzępki w subhymenium cienkościenne, o szerokości 2–4 μm, bez sprzążek. Strzępki kontekstu o szerokości 5–10 μm, mniej więcej równoległe do podłoża, w dojrzałych owocnikach słabo rozgałęzione, poskręcane, ze sprzążkami pojedynczymi, występującymi w parach lub kręgach. Cystydy bardzo liczne, łatwo widoczne pod mikroskopem. Nadają hymenium aksamitną strukturę. Osiągają długość 100 μm lub większą i średnicę 10–15 μm. Mają kształt prawie cylindryczny lub niemal wrzecionowaty. Podstawki o rozmiarach 30-35 × 4–6 μm, przeważnie z 4 sterygmami i bez sprzążki bazalnej. Bazydiospory o rozmiarach 5-7 × 2,5–3 μm, czasami trafiają się dłuższe, zazwyczaj jednak są krótsze od 6 μm. Są wąsko elipsoidalne, lub mniej więcej cylindryczne, cienkościenne, gładkie.
Rozmnażanie
Prawdopodobnie jest homotaliczny.
Gatunki podobne”
Często mylona jest z korownicą gładką Phanerochaete laevis. Podobne są także niektóre inne gatunki korownic (np. korownica kremowa Phanerochaete sordida) i powłocznic (np. powłocznica osikowa Peniophora polygonia). Korownicę aksamitną łatwo od nich odróżnić, gdyż ma wyjątkowo duże cystydy, widoczne przez lupę 20 ×.

## Występowanie i siedlisko
Korownica aksamitna jest szeroko rozprzestrzeniona w Ameryce Północnej i Europie, zanotowano jej występowanie także w Argentynie, Maroku, na Wyspach Kanaryjskich i na Tajwanie. W Europie występuje w niemal wszystkich krajach, od Portugalii po Norwegię, gdzie sięga po około 66° szerokości geograficznej. W Polsce nie są znane dokładnie jej rozprzestrzenienie i częstość występowania, ale w piśmiennictwie naukowym na terenie Polski podano liczne jej stanowiska i nie znajduje się na liście gatunków zagrożonych.
Saprotrof. Występuje w lasach na opadłych gałęziach i powalonych pniach drzew i krzewów liściastych. W Polsce zanotowano jej występowanie na leszczynie, buku, sosnach, topolach, dębach i lipach.